# Stephania brevipes
Stephania brevipes är en tvåhjärtbladig växtart som beskrevs av William Grant Craib. Stephania brevipes ingår i släktet Stephania och familjen Menispermaceae. Inga underarter finns listade i Catalogue of Life.